# ダゲレオタイプ

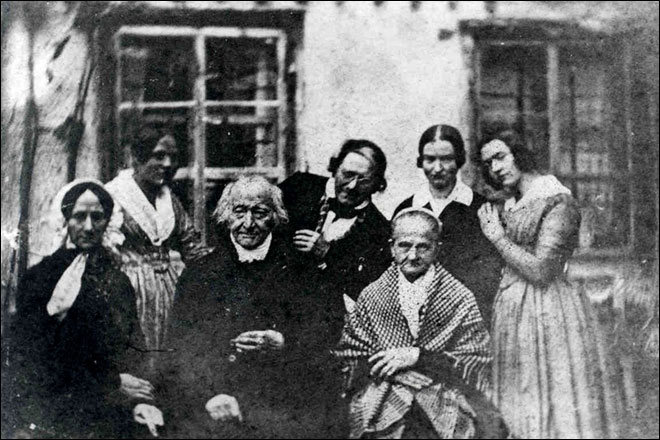
1840年にバイエルン州で撮影されたダゲレオタイプ。前列左端の女性はモーツァルトの妻コンスタンツェとされている。

ダゲレオタイプ（仏: daguerréotype）とは、ルイ・ジャック・マンデ・ダゲールにより発明され、1839年8月19日にフランス学士院で発表された世界初の実用的写真撮影法であり、湿板写真技法が確立するまでの間、最も普及した写真技法。銀メッキをした銅板などを感光材料として使うため、日本語では銀板写真とも呼ばれる。転じて、その技法を採用した世界最初の写真用カメラ「ジルー・ダゲレオタイプ」もダゲレオタイプと呼ばれる。

## 主な特徴
ダゲレオタイプの最も大きな特徴は、ポジティブ画像をダイレクトに得る写真技術であるという点である。ダゲレオタイプ以降に登場した写真技術では、基本的に明暗の反転したネガティブ画像を得て、そこから明暗の反転しないポジティブ画像をプリントする方式が主流であったのに対し、ダゲレオタイプは銀板上に定着されたポジティブ画像そのものが最終的に鑑賞に供される画像となる。このことは、ダゲレオタイプで撮影された写真は一枚しか存在しないことを意味する。またダゲレオタイプに使う銀板は不透明であるから、感光面側から像を鑑賞する形となり、左右が反転した像を見ることとなる。
接触などによって銀板上に定着した像が壊されやすいのもダゲレオタイプの欠点の一つであり、ガラスなどで保護するなどの対策が必要となる。
最初期のジルー・ダゲレオタイプは感度が低いことに加えて、レンズの開放値も暗かったため、露光時間が日中屋外でも10-20分かかり、肖像写真に使えるようなものではなかったが、1840年代初頭にペッツヴァールが明るいレンズを開発したほか、感光材料も改良されていったことによって、1-2分から最短で数秒程度の露光時間で済むようになった。これは写真湿板よりもやや高感度か、ほぼ同様の性能である。

## 歴史

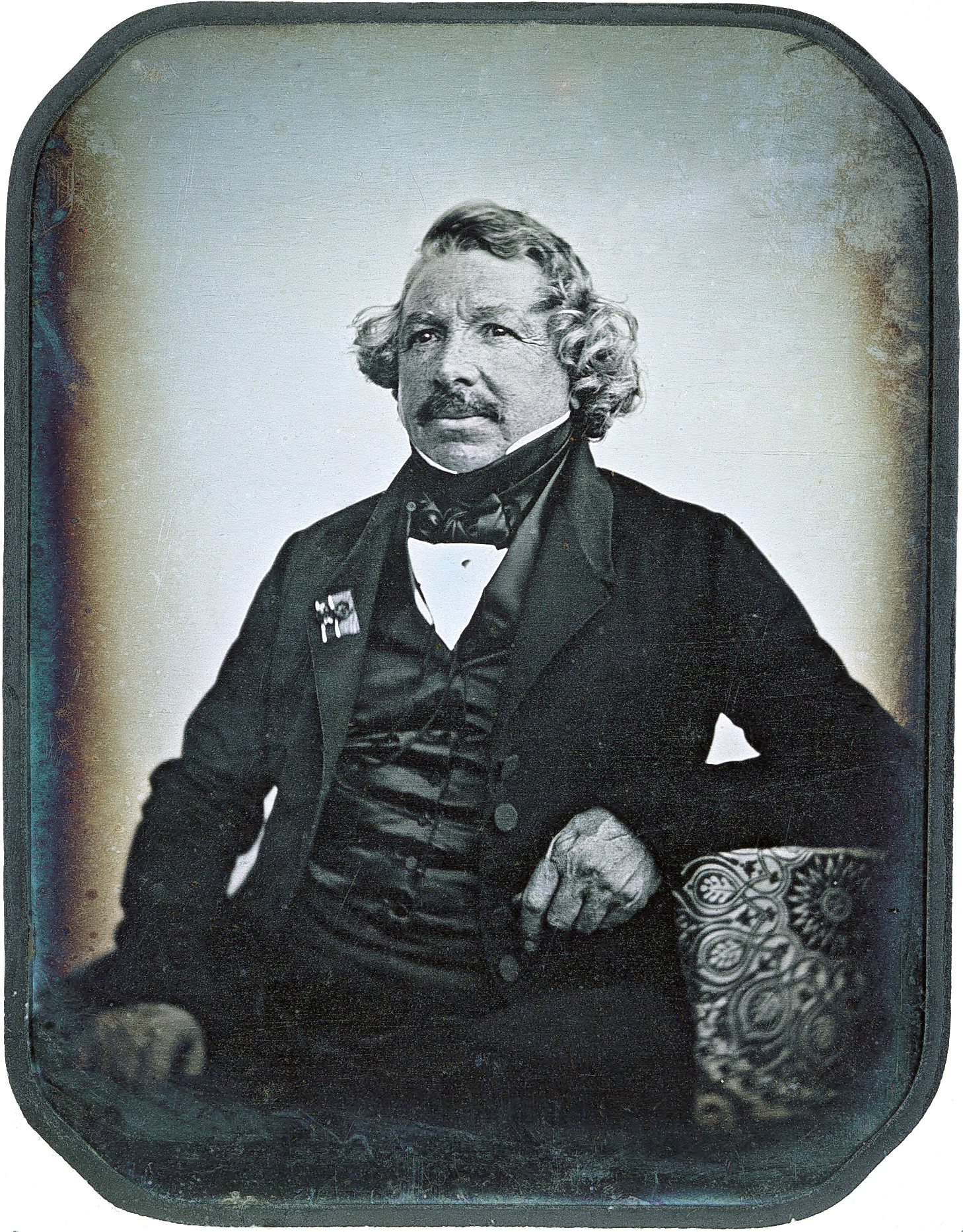
ダゲール（1844年）

カメラ・オブスクラの画像を固定して残そうとする試みは18世紀末以降さまざまに行われてきた。最も早く発表されたのは1802年発表のトマス・ウェッジウッドによる硝酸銀を用いた方法だが、彼は得られた画像を定着する方法にはたどり着いていない。
ダゲレオタイプの発明に直接つながる動きとしては、ダゲレオタイプ発明のもう一人の立役者ニセフォール・ニエプスがカメラ・オブスクラの画像を固定するヘリオグラフィーを1824年に開発している。これは、ピューター板（鉛とすずの合金。後には銀メッキ銅板も使用）の上にアスファルトを塗ったものを感光剤として使う方法である。このヘリオグラフィこそが世界最初の写真技法だと言えるが、露光時間が日中の屋外でも8時間もかかるなど、とても実用的とは言えなかった。
パノラマ館やジオラマ館など光学技術を用いた興行を行っていたダゲールは、1824年前後から独自に写真の研究を始めていた。ダゲールは、カメラ・オブスクラなどの光学機器を購入していたシャヴァリエ店のシャルル・シャヴァリエからニエプスの成功を知らされる。ダゲールは1829年12月14日にニエプスと共同研究を行う契約を結んだ。これによって、ダゲールはニエプスの発明の詳細を知ることができた。
ヘリオグラフィとダゲレオタイプはその原理の面から見ればほとんど別物といっていい写真技法である。しかし銀板やヨウ素を使うこと、現像というプロセスのアイディアなどヘリオグラフィからダゲレオタイプに引き継がれた要素も多い。
始めの契約では完成した写真技法にはニエプス、ダゲール両名の名前を残すことになっていた。共同研究の途上でニエプスは死亡し共同研究のパートナーはその息子イジドール・ニエプスに引き継がれた。その後の契約変更でニエプスの名は残されないこととなった。
ダゲレオタイプを完成させたダゲールは、自分の発明に箔をつけるため物理学者のフランソワ・アラゴなど、当時高名だった科学者・芸術家にダゲレオタイプを見せている。アラゴはこの発明を世界に公開するというアイデアを思いつき、そのために特許をフランス政府が買い取り、ダゲールと、イジドール・ニエプスに年金を支払うように働きかけた。そしてこの提案は実現し、ダゲレオタイプは誰もが使えるものとなった。
1839年8月19日、フランス学士院科学アカデミーの定例会において芸術アカデミーとの共催によりダゲレオタイプに関する公開講演が行われた。講演者はフランソワ・アラゴである。ここでダゲレオタイプの全てが公開された。
ダゲレオタイプ発表当時、既にカメラ・オブスクラの画像を固定する技術はいくつか存在した。たとえば現代につながるネガ＝ポジ法の創始者であるタルボットは、カロタイプをダゲールの発明以前に完成していたと主張している。しかし、ダゲレオタイプは圧倒的に高精細であり、またフランス政府が特許を買い上げたこともあって瞬く間にヨーロッパとアメリカ大陸に普及した。
後に、銀板をヨウ素蒸気にさらす際に臭素を加えるゴッダード法の開発等により感度を向上させるなど改良が加えられた。
アメリカ大陸では、家族の肖像写真をダゲレオタイプで撮影したものが多く残っている。後に写真湿板が発明されヨーロッパ大陸ではダゲレオタイプが駆逐された後においても、アメリカではしばらくダゲレオタイプによる肖像写真が好まれており、残ることとなった。
現代の日本でも、新井卓らダゲレオタイプで作品を撮影する写真家がいる。

## 原理

### 準備
銀メッキした銅板を鏡面に磨き上げ、ヨウ素蒸気に晒して表面にヨウ化銀の膜を形成し、これを日光などに当たらないようにカメラへ取り付ける。

### 露光
日中屋外での露光時間は初期のタイプで10 - 20分、改良されたものは最も短いもので数秒程度である。光が当たった部分のヨウ化銀がイオン励起状態を作ることにより像（潜像）が記録される。この段階では直接銀板表面を見ても画像を鑑賞することはできない。

### 現像
撮影した銀板を水銀蒸気に晒すことによって、目に見えなかった撮影済みの画像を目に見える画像にすることができる。露光時に励起した銀イオンに水銀が作用して銀水銀アマルガムを形成することによって像が浮かび上がる。

### 定着
現像してできた像は、放って置くと感光が進んで崩れてしまう。そこで、ダゲールオリジナルの方法では食塩水を用いて定着させるという操作が必要になる。のちにジョン・ハーシェルによってチオ硫酸ナトリウムを用いる方法が考案された。

## ジルー・ダゲレオタイプ
ジルー商会から発売された最初の市販ダゲレオタイプカメラ「ジルー・ダゲレオタイプ」は、シャルル・シャヴァリエ製作の色収差を補正したメニスカス・レンズを使っていたが、このレンズはF17程度と非常に暗く、露光時間はパリの日中で10 - 20分程度かかったとされる。「どのカメラもダゲールの署名とジルーの印のないものは保証しない。ダゲレオタイプはパリのダゲールの指導により、アルフレッド・ジルー商会が製造したものである」とのプレートがつけられている。日本では「日本カメラ博物館」にオリジナルが展示されており、「ペンタックスカメラ博物館」にはレプリカが展示されていた。167×216mm判。

## ギャラリー

人物・群像
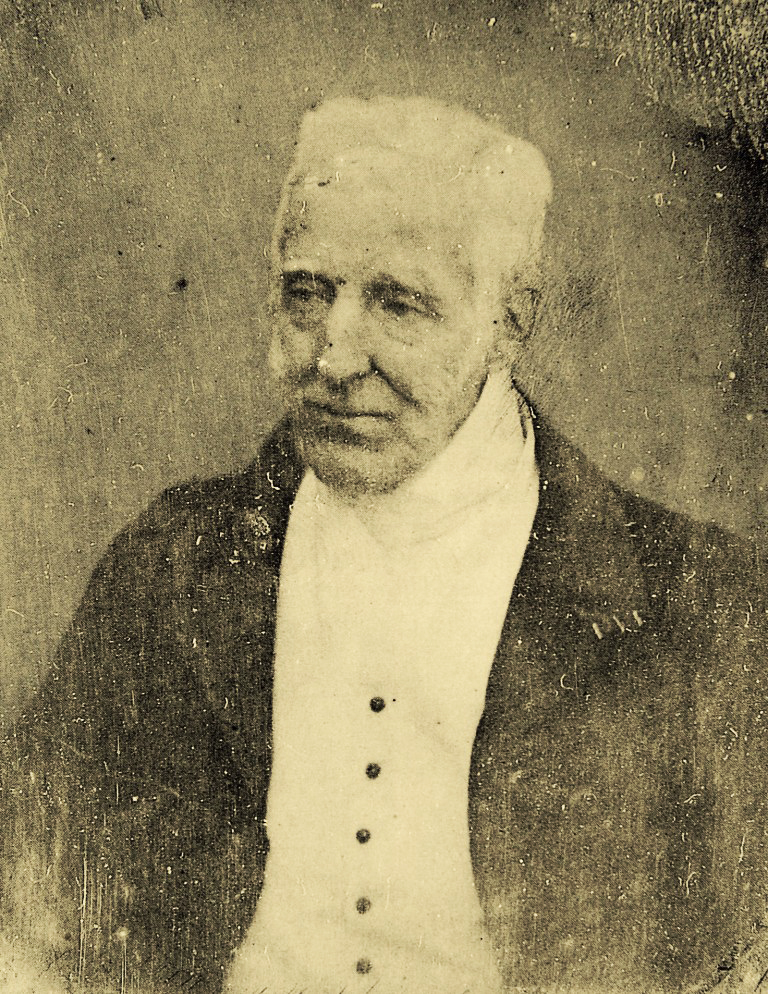
ウェリントン公爵（1844年）
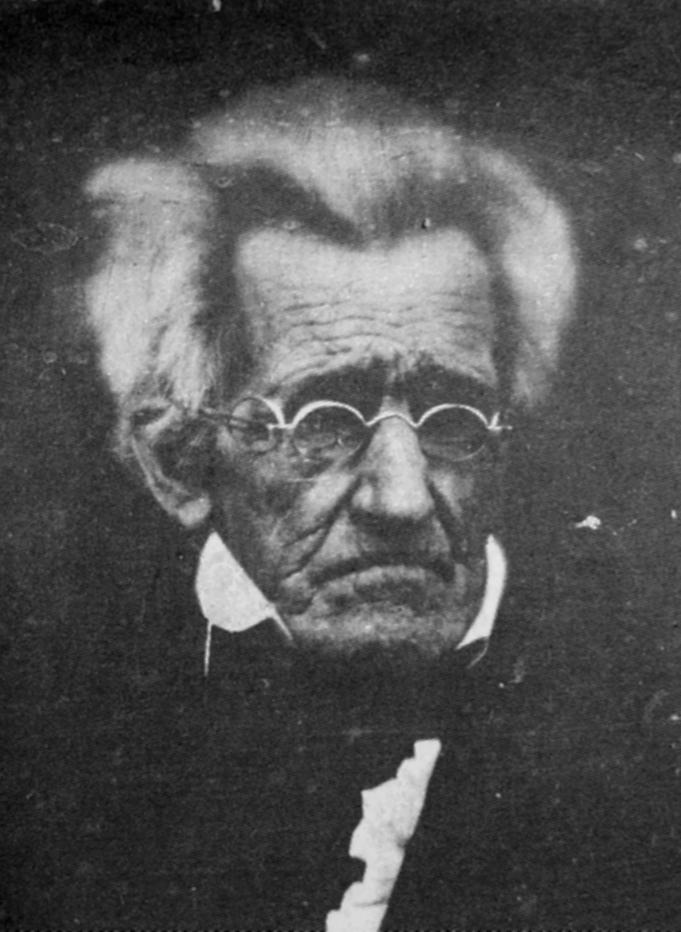
アンドリュー・ジャクソン（1845年）
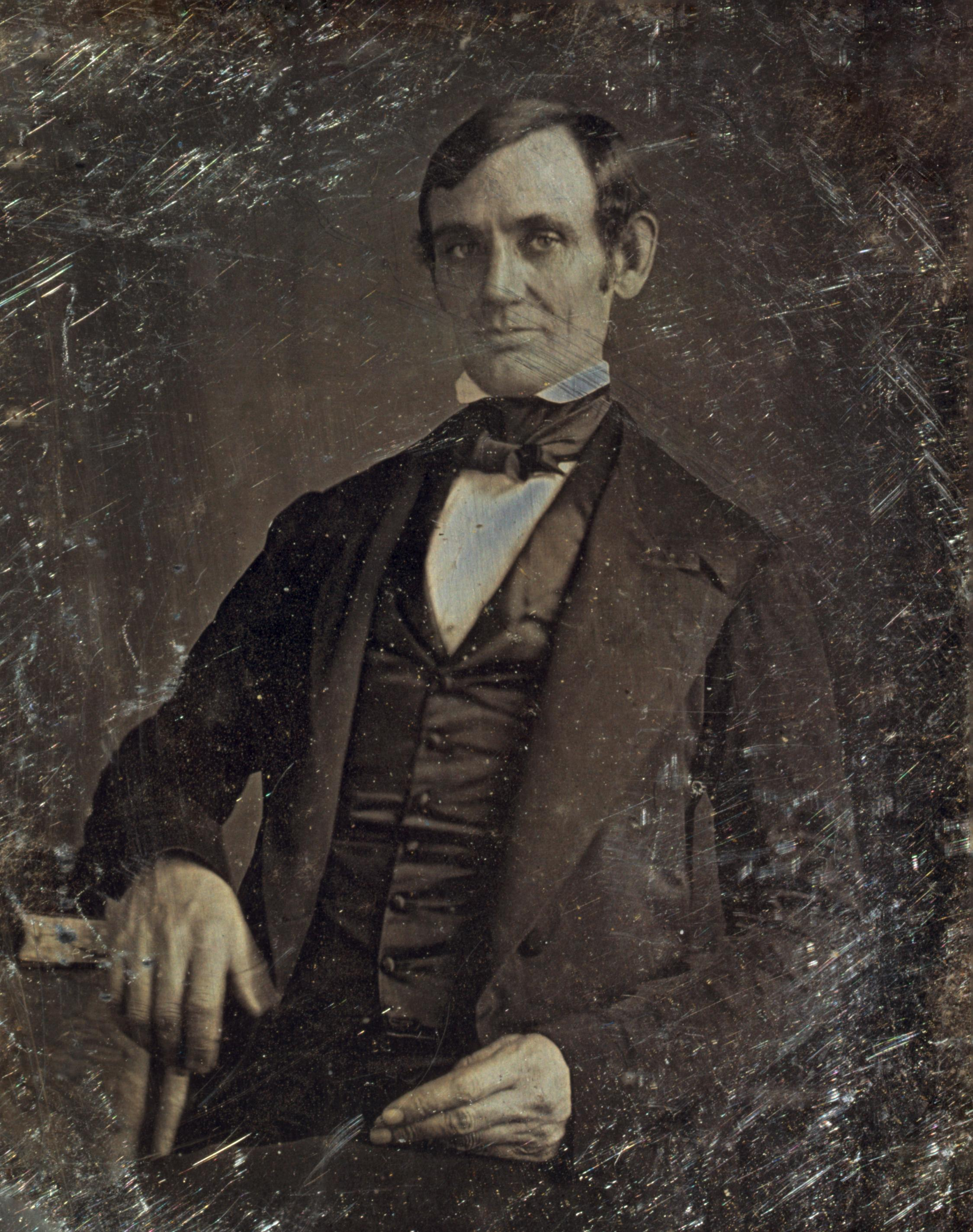
下院議員選挙に出馬したエイブラハム・リンカーン（1846年）
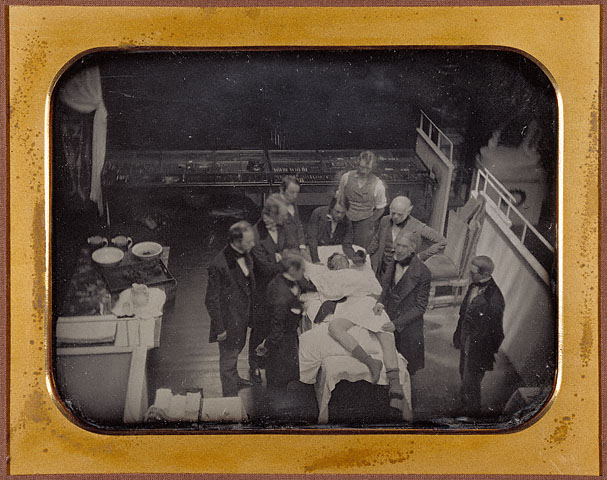
ボストンでの外科手術（1847年）
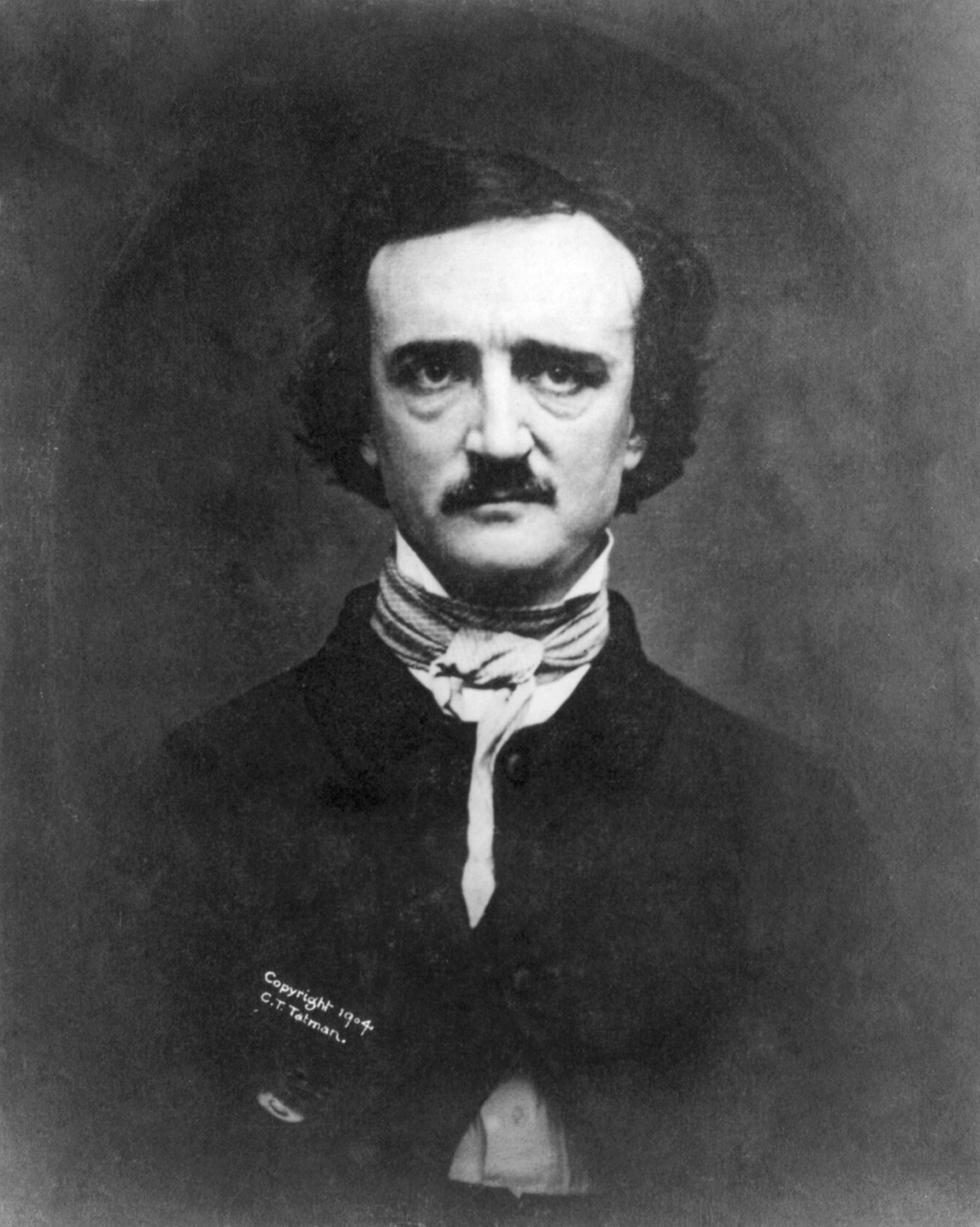
エドガー・アラン・ポー（1848年）
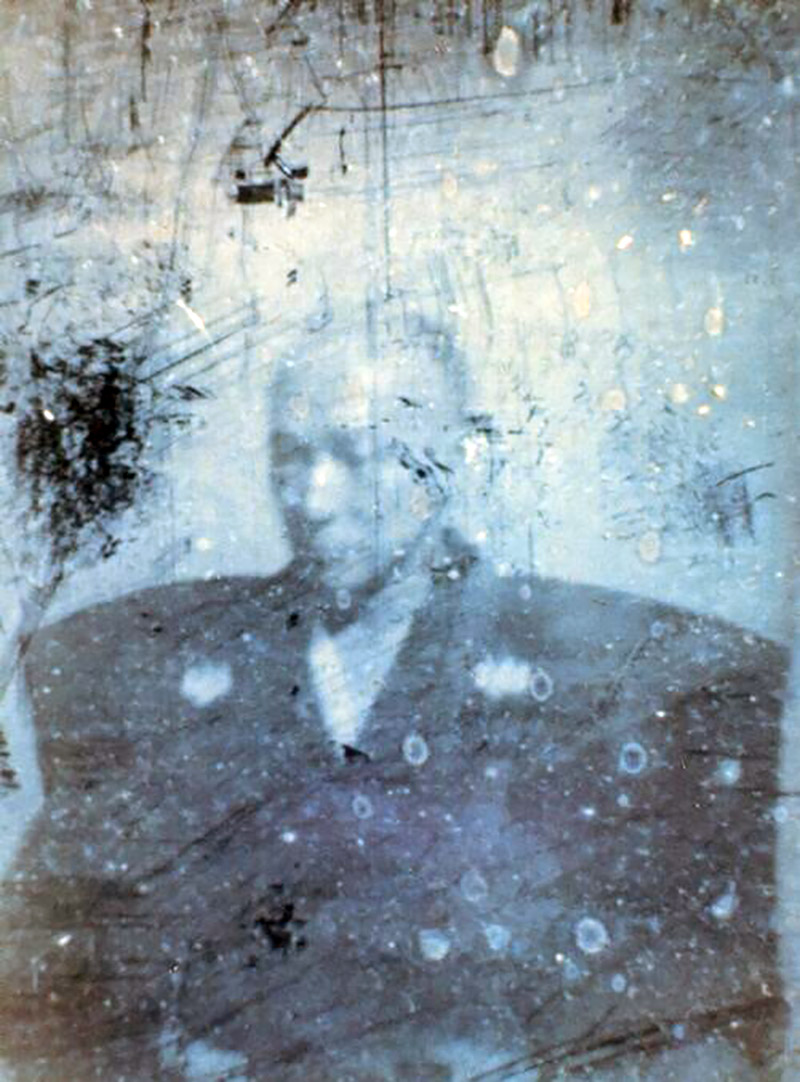
島津斉彬（1857年、市来四郎撮影）

静物・風景
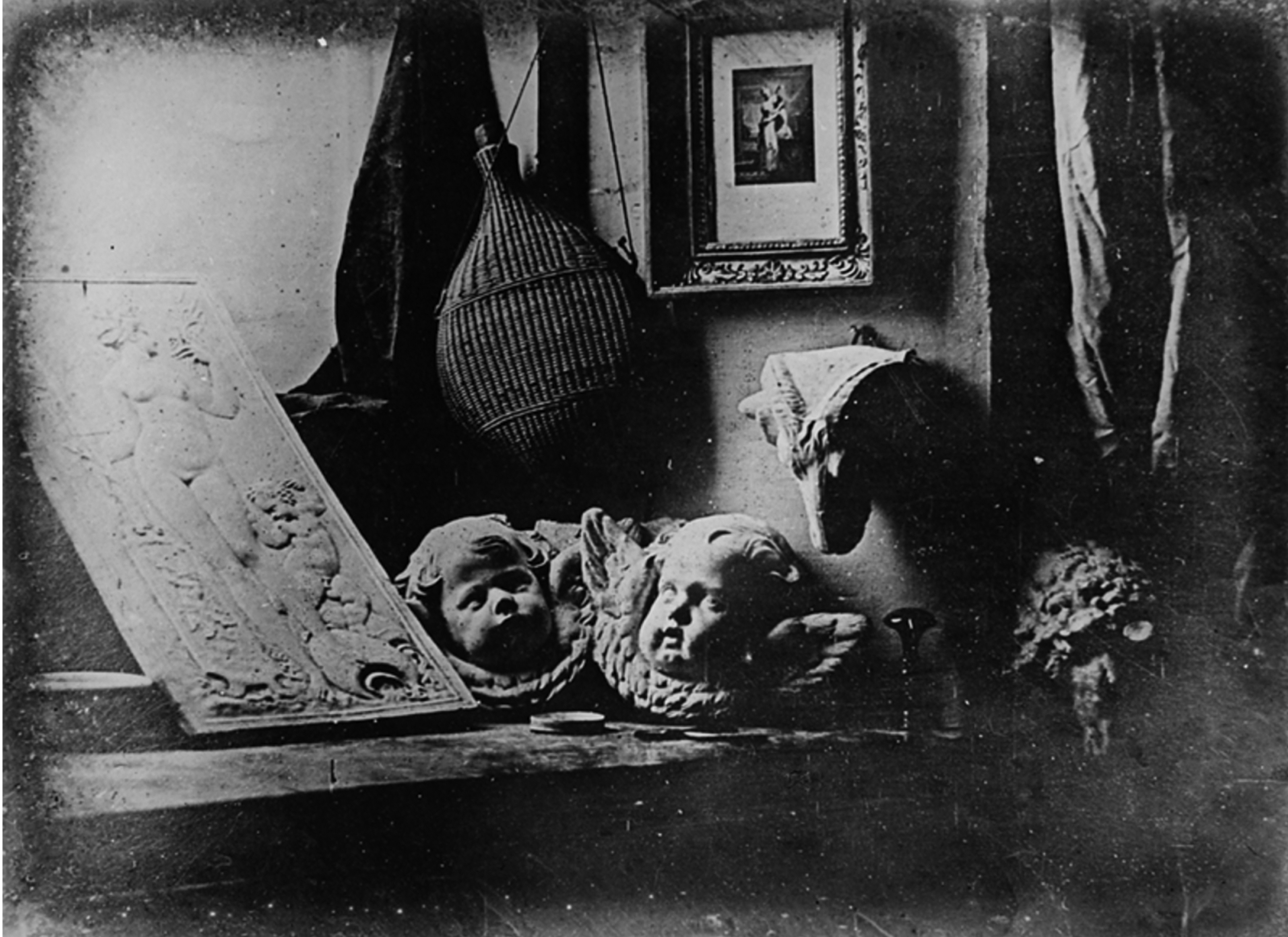
ダゲールのアトリエ（1837年）
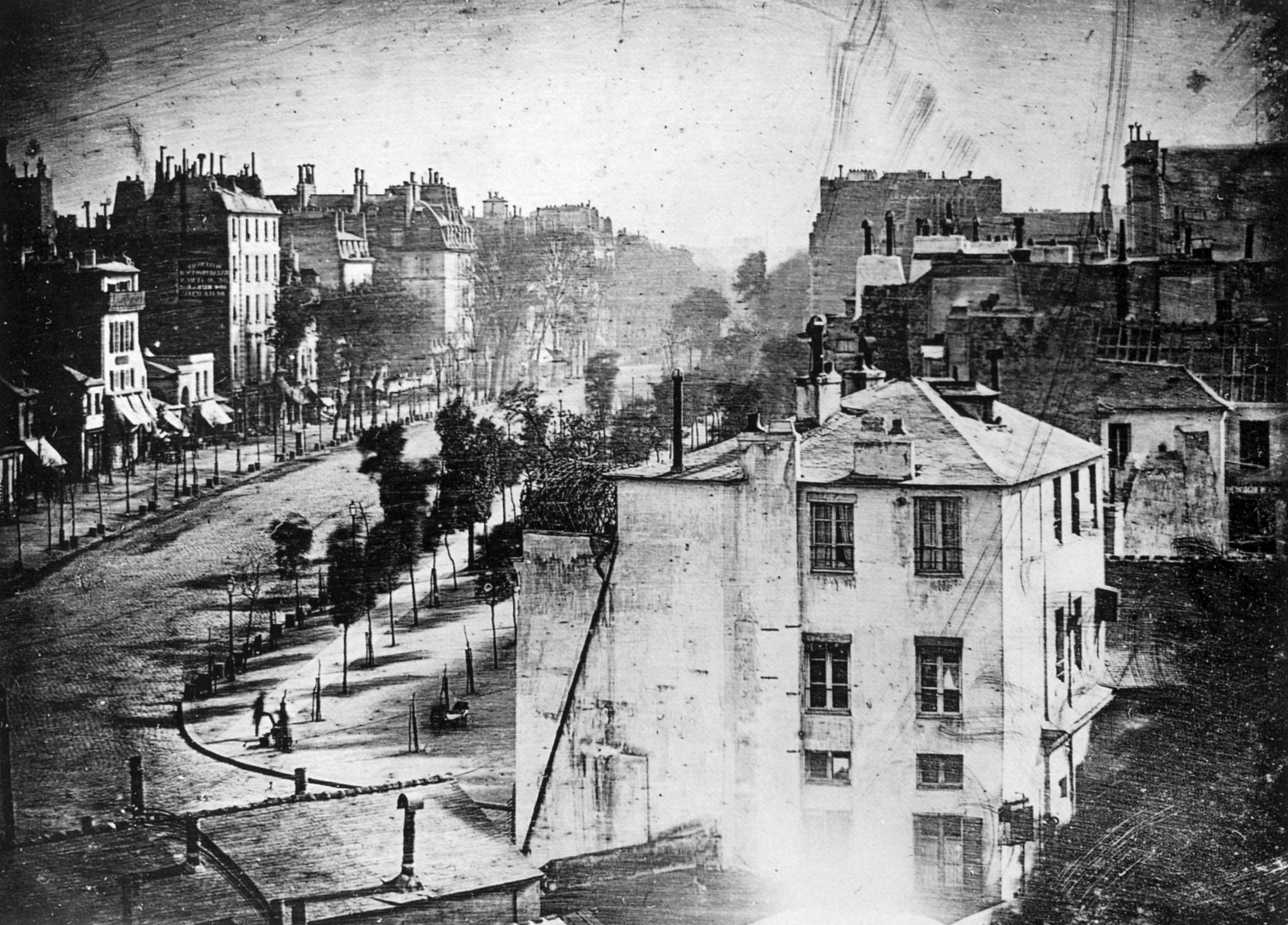
ダゲールによる写真「タンプル大通り（Boulevard du Temple）」。1838年から1839年に撮影。10分以上の露光により、道路を行き交う人馬は全く写っていないが、唯一画面左下に靴磨きをしてもらっている人物が写っており、人類史上初めて写真に写った人物とされている。
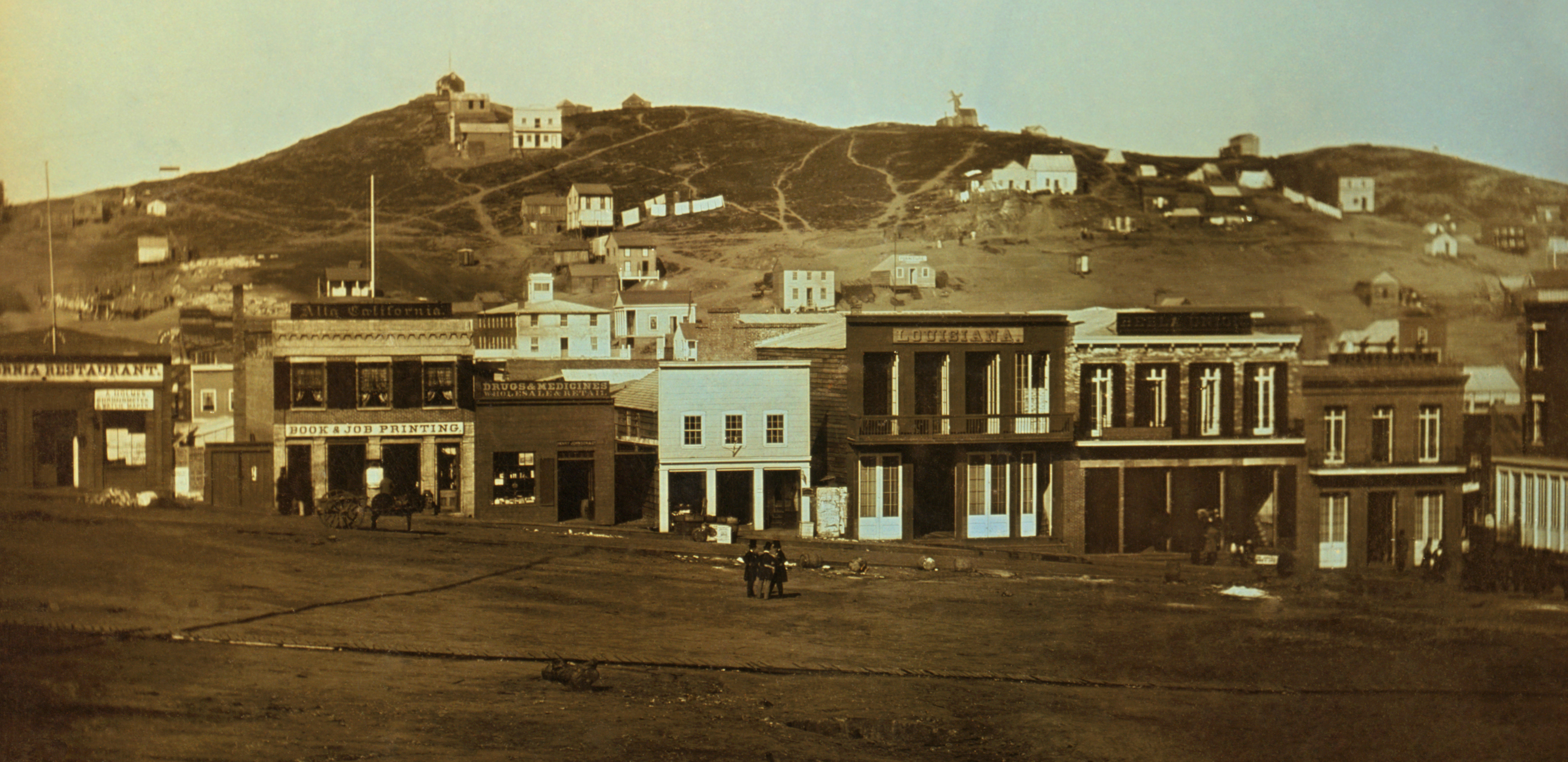
サンフランシスコの町並み（1851年頃）
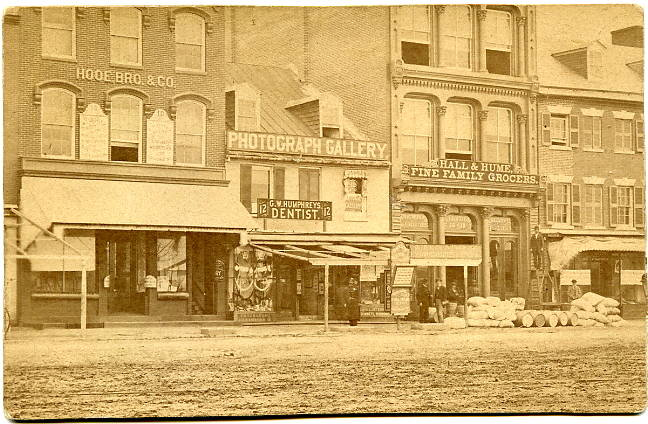
ペンシルベニア大通り（1865年頃）

## 参考資料
- 『ダゲレオタイプ教本』　著：L.J.M.ダゲール 解説・訳：中崎昌雄 ISBN 4-257-12020-7
- 『写真の歴史入門　第1部「誕生」　新たな視覚のはじまり』　著：三井圭司　監修：東京都写真美術館 ISBN 4-10-602126-9